# Notothixos malayanus
Notothixos malayanus är en sandelträdsväxtart som beskrevs av Oliver. Notothixos malayanus ingår i släktet Notothixos och familjen sandelträdsväxter. Inga underarter finns listade i Catalogue of Life.